# Primarna produkcija
U ekologiji, primarna produkcije je sinteza organskih jedinjenje za atmosferskog ili akvatičnog ugljen-dioksida. Ona se prevashodno ostvaruje putem precesa fotosinteze, koji koristi svetlost kao izvor energije, ali se isto tako može odvijati putem hemosinteze, koja koristi oksidaciju ili redukciju neorganskih hemijskih jedinjenja kao izvor energije. Skoro sav život na Zemlji je zavistan direktno ili indirektno od primarne produkcije. Organizmi koji su odgovorni za primarnu produkciju su poznati kao primarni proizvođači ili autotrofi, i oni formiraju bazu lanca ishrane. U kopnenim ekoregionima, to su uglavnom biljke, dok u akvatičnim ekoregionima alge predominantno imaju tu ulogu. Ekolozi prave razliku između bruto i neto primarne produkcije, pri čemu neto produkcija uzima u obzir gubitke usled procesa kao što je ćelijska respiracija.

## Pregled
Primarna produkcija je generisanje hemijske energije u vidu organskih jedinjenja u živim organizmima. Glavni izvor te energije je sunčeva svetlost. Mali deo primarne produkcije se ostvaruje dejstvom litotrofnih organizama koji koriste hemijsku energiju neorganskih molekula.
Nezavisno od izvora, ova energija se koristi za sintezu kompleksnih organskih molekula iz jednostavnijih neorganskih jedinjenja, kao što su ugljen-dioksid ({\displaystyle {\ce {CO2}}}) i voda ({\displaystyle {\ce {H2O}}}). Sledeće dve jednačine su pojednostavljena reprezentacija fotosinteze (gore) i (jednog vida) homosinteze (dole):
U oba slučaja, krajnja tačka je polimer redukovanog ugljenog hidrata, (, tipično molekuli kao što je glukoza ili drugi šećeri. Ovi relativno jednostavni molekuli mogu zatim da budu korišteni za dalju sintezu komplikovanijih molekula, uključujući proteine, kompleksne ugljene hidrate, lipide, i nukleinske kiseline, ili da budu utrošeni respiracijom da bi se obavio rad. Konzumacija primarnih proizvođača heterotrofnim organizmima, kao što su životinje, zatim prenosi te organske molekule (i energiju sačuvanu u njima) niz prehrambenu mrežu, napajaći gorivom sve zemaljske žive sisteme.

## Bruto primarna proizvodnja i neto primarna proizvodnja
Bruto primarna proizvodnja (engl. Gross primary production (GPP)) je količina hemijske energije u vidu biomase koju primarni proizvođači kreiraju u datom vremenskom intervalu. (GPP se ponekad pogrešno smatra bruto primarnom produktivnošću, koja je brzina kojom se fotosinteza ili hemosinteza javljaju.) Deo ove fiksirane energije primarni proizvođački koriste za ćelijsku respiraciju i održavanje postojećih tkiva (i.e., „respiraciju rasta” i „respiraciju održavanja”). Preostala fiksirana energija (i.e., masa fotosintata) se naziva neto primarnom produkcijom (NPP).
NPP = GPP - respiracija [biljna]
Neto primarna produkcija je brzina kojom sve biljke u ekosistemu proizvode neto korisnu hemijsku energiju; ona je jednaka razlici između brzine kojom biljke u ekosistemu proizvode korisnu hemijsku energiju (GPP) i brzine kojom one koriste deo te energije tokom respiracije. Deo neto primarne produkcije se troši na rast i reprodukciju primarnih proizvođača, a deo konzumiraju biljojedi.
Bruto i neto primarna produkcija se daju u jedinicama mase po jedinici površine po jediničnom vremenskom intervalu. U kopnenim ekosistemima, masa ugljenika po jedinici površine po godini se najčešće koristi kao jedinica mere.